# オールダーショット暴動
オールダーショット暴動（Aldershot riot）は、第二次世界大戦末期の1945年7月にイギリスのハンプシャー・オールダーショットにて発生した暴動である。1945年7月4日および5日の午後、復員の遅延に不満を抱いていたカナダ遠征陸軍（Canadian Army Overseas）の兵士らが、オールダーショットの大通りにて暴徒化し、周辺の財産に大きな被害をもたらした。

## 1945年7月4日
1945年7月4日水曜日、オールダーショットに駐留していたおよそ30,000人のカナダ将兵の間で、3人のカナダ兵が地元警察によって逮捕されたという噂が広まった。これを信じたカナダ兵500人が兵舎から警察署へと向かい、その最中に通りに面した店の窓を割るなどの破壊行為を行った。彼らは警察署からカナダ兵を拘束していないという保証を得た後に解散した。そのほか、欧州における終戦から既に2ヶ月が過ぎているにもかかわらず、依然として帰国が認められぬまま、退屈な駐屯地生活を強いられていることへの反発から暴徒化したカナダ兵も多数あった。

## 1945年7月5日
7月5日夕方、再び暴徒化したカナダ兵らがプリンシズ・ガーデンズに集い、ユニオン通り（Union Street）を行進した。この際、車に石や煉瓦を投げつける、商店の窓を割る、店主を脅す、酒場に押し入り酒を盗むといった様々な犯罪が発生した。カナダ軍憲兵隊は強制的な鎮圧を試みたものの、結局鎮圧には2時間以上掛かり、暴徒が解散したのは深夜0時を過ぎてからだった。将兵らが兵舎へと戻る際、ある将校は「君らはカナダの名に泥を塗った。我が軍は公正な船舶の割当を受けているものの、諸君の積み込み位置は最もキツい場所になるぞ」（You are giving Canada a bad name. Canadians are getting a fair share of boats but the shipping position is most difficult.）と語った。2日続けて起こった暴動による被害額は、およそ10,000ポンドであった。

## その後
7月6日に開かれたウィンストン・チャーチル内閣の閣議ではこの暴動について議論が交わされた。チャーチルは「我々は何故秩序を保てなかった？治安回復のためにイギリス兵を派遣することはできなかったか？我が軍の憲兵隊はどこにいた？あの野蛮なカナダ兵たちが哀れで善良な商店主たちの家を破壊していた時、我々は何をするべきであったか？」と訪ねた。チャーチルの軍事顧問でもあるアラン・ブルック元帥は、「最後の最後には、私自身がイギリス兵に対し『問題を起こしたカナダ兵を手荒に扱え』と命じなければならないでしょう。こうした事件では、カナダ兵は彼らの同胞によって対処されるべきだ。イギリス人の赤帽警官（Red Cap police, 英憲兵の俗称）さえも決して関わらせてはならないということです」と答えた。
暴動に関連し、100人ほどのカナダ軍人が軍法会議で裁かれ、この内5人が有罪判決を受け、2年間の労役から7年間の懲役までの範囲で刑を宣告された。多くのカナダ軍人がこの暴動にショックを受けていた。
1946年3月31日までに、カナダ政府はオールダーショットにおける破壊行為の修復費として41,541ドルを支払った。カナダ遠征陸軍のジョン・パーシヴァル・"プライス"・モンタギュー中将（John Percival "Price" Montague, 1882年 - 1966年）は、早期帰国を期待して太平洋派遣軍に志願した者が首謀者であったと考えており、「彼らはやくざ（racketeers）としか呼べまい」と語った。有罪判決を受けた兵士のうち、3人は太平洋派遣軍志願者だった。また、彼らのほとんどは軍規違反の前科があった。
1945年9月26日、オールダーショットの市民はカナダ遠征陸軍に対し、「寛容と好意の証」として「オールダーショットにおける自由」（the Freedom of the Borough of Aldershot）を認めた。